# 索納耶峰
45°20′45″N 06°44′44″E / 45.34583°N 6.74556°E
索納耶峰（法語：Dôme des Sonnailles），是法國的山峰，位於該國東南部奧文尼-隆-阿爾卑斯大區，由薩瓦省負責管轄，屬於瓦努瓦斯山的一部分，海拔高度3,361米。